# Unveiling a parallel: a romance (1893)
Descobrint un món paral·lel: un romanç, novel·la de ciència-ficció publicada al 1893 per Dues dones d'Occident posteriorment identificades com les escriptores Alice Ilgenfritz Jones i Ella Merchant de Cedar Rapids, Iowa.
Alice Ilgenfritz Jones (1846-1905) va publicar altres novel·les com: High Water Mark (1879), Beatriz de Bayou Têche (1895) i El Cavaller de Sant Denis (1900). També va escriure relats curts de ficció i obres d'assaig de viatges durant la seva carrera.
Ella Merchant (1857-n.c.) és una figura més desconeguda.

## Context de l'obra
La novel·la és una de les nombroses utopies que van caracteritzar els segles XIX i XX. Durant aquesta època, els temes i enfocaments feministes desenvolupats en societats alternatives a la literatura especulativa, van ser significatius.
Les dones escriptores típicament defensaven causes i valors feministes, com a la novel·la Mizora de Mary Lane i a Nova Amazonia de Elizabeth B. Corbett però també hi havia excepcions, dones conservadores que usaven la ficció especulativa per argumentar en contra dels plantejaments feministes com en Anna Bowman Dodd a La República del Futur (1887)
Jones i Merchant es van diferenciar d'altres novel·listes feministes de la seva generació com Corbett i Lane en triar un protagonista principal home, en lloc d'una dona. Elles volien fer una sàtira de la seva pròpia societat i van crear les societats a Mart molt similars a les de la Terra i els seus habitants molt semblants als éssers humans.

## Argument i estructura
Aquesta novel·la s'estructura en XI capítols:

### I. Una relació destacada.
El seu protagonista, que a la vegada és el narrador de la història, és un ciutadà nord-americà que arriba al planeta Mart en un avió. El viatger visita dues societats marcianes diferents però en ambdues hi ha igualtat entre gèneres.
El viatger anònim quan arriba s'allotja a la ciutat de Thursia amb un astrònom anomenat Severnius. El nou vingut aprofita per conèixer millor la nova societat i aprendre l'idioma. Severnius actuarà com guia seu a la societat paleveriana amb la seva germana Elodia.
Paleveria, un país ubicat al sur de Mart, és un estat republicà, capitalista i amb divisió de classes. El poble és vegetarià (mengen fruita, cereals, liquats però no carn) i els ciutadans es vesteixen amb robes lleugeres i soltes. Entre els aristòcrates, les cases tenen un estil palatí amb pisos de marbre, frescs a les parets, estàtues i penjolls de seda a les finestres.
Severnius pregunta al protagonista coses de la Terra, i a él li costa donar explicacions lògiques sobre molts costums terrenals, principalment sobre les distincions entre els gèneres. Les dones de Paleveria poden votar, ocupar càrrecs polítics i dirigir empreses. Una realitat força diferent a la de la Terra, on tot això no és possible per les dones, encara considerades com "àngels de la llar".

### II. Una dona; III. L'anuari de les Aurores; IV. Elodia; V. El vaporizador
El personatge d'Elodia representa una dona lliure, independent i amb forts vincles amb la comunitat. A més a més és la líder de la seva fraternitat de dones, Les Aurores. Treballa com banquera e inversora de capitals i va rebre una bona formació al si d'una família burgesa amb una mare científica i un pare banquer. 
"Suposo que han perdut la facultat de la qual vostè diu que manquen, la facultat que fa a la gent responsable, pel desús. He vist el mateix als països de l'altre costat del nostre planeta, on les races han estat mantingudes com a esclaves durant diversos segles. No semblen tenir nocions sobre els drets personals, o les llibertats, quant a si mateixos, ni cap inclinació en aquest sentit. Sempre em va semblar la característica més penosa de la seva condició, que ells i tots els altres ho acceptessin com una cosa natural, com si fos una llei de la naturalesa. En lloc de força i orgull, els ha arribat una paciència muda, o una aquiescència inqüestionable com la de les persones nascudes cegues. ¿Són feliços les teves dones?"

### VI. El jardí del cupido.
A Paleveria les dones poden tenir relacions amb prostituts masculins si volen, així com tomar la iniciativa i proposar matrimoni als homes. A Fambresco, una ciutat propera, les dones a més a més participen en combats de lluita lliure. El protagonista es queda consternat al ver-les. Elodia ho condemna però també condemna la resta de combats que es fan entre dues persones (rebutja la violència). El viatger ho accepta com una cosa natural pels homes.

### VII. Nous amics.
El protagonista i l'Elodia anaren de visita al nord, a Caskia, on coneix a la parella d'en Calypso i la Clytia, junt a l'Ariadne.

### VIII. Una xerrada amb l'Elodia
El protagonista aviat s'enamora d'Elodia però es sorprèn molt dels seus hàbits "alliberats": beu alcohol, "fuma" una mixtura de herbes relaxants (valeriana) amb vaporitzador, va tenir relacions amb homes i té una filla petita de sis anys.

### IX. Excursió cap a l nord.
El narrador surt de visita cap al nord del planeta Mart, a Caskia. A la ciutat de Lunismar, el viatger es queda amb el matrimoni de Clytia i Calypso amb els seus fills Freya i Eurídice. Amb els passeja per les cascades d'Eudosa i gaudeixen de les vistes des de l'observatori astronòmic.
Aquest país té un ordre social i econòmic més cooperatiu i igualitari que Paleveria. La seva gent, amb una ètica espiritual molt marcada, desenvolupen dia a dia qualitats intel·lectuals i artístiques que fa que siguin amables, afectuosos i generosos.
Caskia s'acosta a una mena d'utopia maquinista; els treballs més físics (minería i extracció de pedres precioses) han sigut reduïts amb màquines que fan més lleugera la feina: 
...la lluita més dura que els nostres progenitors van tenir, va ser la de superar (...) la cobdícia de la riquesa (...) Van començar a adonar-se, fa generacions, que Mart era prou ric com per mantenir a tots els seus ciutadans còmodament i fins i tot amb luxes; que ningú havia de passar gana, anar nú o no tenir casa, i que posseir més era vanitat i avarícia. I com ells, constantment, van buscar els recursos de la terra -per a la reducció de la mà d'obra i l'augment de la salut- i això mateix van "buscar" a dins de si mateixos, les qualitats corresponents a la prosperitat: la generositat i la fraternitat
. El temps que guanyen ho fan servir en ajudar els altres i compartir-ho amb la família i els amics. Els plantejaments capitalistes s'han esborrat de la societat així com els de classe:
...en tot el temps que vaig passar en Caskia, mai vaig veure a un home, dona o nen, el delit (...) que la seva gratificació significava l'amarg desarrelament d'un altre. La pregunta entre Tu i jo sempre es va resoldre a favor de Tu. I cap barrera de raça, nacionalitat, naixement o posició va afectar aquest principi universal.

### X. El Mestre
Allà també coneix a un venerat mestre anomenat The Master i tot dos parlen de l'organització social a Caskia:
La Llei s'estableix en cada consciència individual, i descansa amb seguretat en el respecte a si mateix. 
El narrador parla amb l'Ariadne que treballa com a mestra a Caskia i tot dos aprofiten per intercanviar visions i plantejaments del sistema educatiu a les seves respectives societats.

### XI. Una comparació
El narrador es retroba amb The Master i els dos tenen una llarga conversa teològica. Abans de tornar cap a la Terra, a Amèrica, el nostre viatger passarà una romàntica vetllada amb l'Ariadne a l'observatori.